# 袁成
袁成（?—140年代），字文开，汝南汝阳（今河南商水西南）人。中國東漢時期大臣，出身汝南袁氏，為東漢名臣袁安之曾孙。袁湯之子，袁绍之嗣父。
袁成官至左中郎将，141年後與大将军梁冀结好，对梁冀所言无不从命。早卒。其子袁紹，本袁成三弟袁逢子，出繼袁成，東漢末官至大將軍。